# Periscepsia prunaria
Periscepsia prunaria là một loài ruồi trong họ Tachinidae.